# Kościół Świętych Apostołów Piotra i Pawła w Nieparcie
Kościół Świętych Apostołów Piotra i Pawła w Nieparcie – rzymskokatolicki kościół parafialny należący do parafii pod tym samym wezwaniem (dekanat krobski archidiecezji poznańskiej).
Jest to świątynia wzniesiona dzięki staraniom parafian oraz hrabiego Wiktora Czarneckiego, który pokrył 2/3 kosztów budowy w latach 1904–1907. Budowla została konsekrowana 19 maja 1908 roku. Kościół reprezentuje styl  neogotycki, jest  orientowany, murowany, wybudowany został na planie krzyża łacińskiego, posiada jedną nawę z jednoosiowym transeptem, a także trójbocznie zamkniętym, nieco węższym i niższym w stosunku do nawy prezbiterium, do którego symetrycznie przylegają trójbocznie zamknięte niższe dobudówki – od strony północnej loża patronacka hrabiów Czarneckich razem z ich kryptą grobową, natomiast od strony południowej zakrystia. Przy zachodniej ścianie północnego skrzydła transeptu, w narożniku jest umieszczona niska trójbocznie zamknięta dobudówka, pełniąca wcześniej funkcję kostnicy. Od strony zachodniej do nawy jest dobudowana pięciokondygnacyjna wieża, wybudowana na planie kwadratu, której szczyt jest zwieńczony neogotycką attyką z pinaklami w narożnikach. Po jej północnej stronie, w narożniku jest umieszczona półkolista wieżyczka mieszcząca kręte schody prowadzące na chór. Nawę i transept nakrywają strome dachy dwuspadowe, prezbiterium jest nakryte dachem wielospadowym, o tej samej wysokości co nawa, z kolei niższe przybudówki są nakryte własnymi dachami wielospadowymi. Dachy są pokryte dachówką typu mnich-mniszka. Ostrosłupowy dach hełmowy wieży oraz sygnaturka na przecięciu transeptu z nawą są pokryte blachą cynkową. Elewacje są ozdobione bogatą ceglaną i ceramiczną dekoracją.